# Dabudasht
Dabudasht (farsi دابودشت), conosciuta anche come Darvish Kheyl (درویش‌خیل) è una città dello shahrestān di Amol, circoscrizione di Dabudasht, nella provincia del Mazandaran in Iran. Aveva, nel 2006, una popolazione di 323 abitanti. 